# Reação Republicana

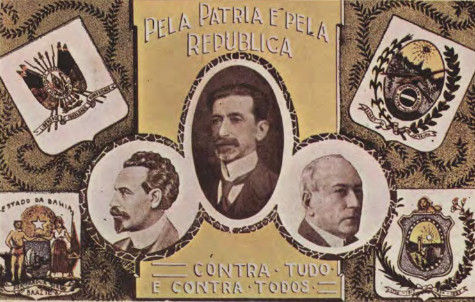
Cartão postal dos partidários de Nilo Peçanha, Borges de Medeiros e J. J. Seabra, com os brasões dos estados participantes da aliança

A Reação Republicana foi uma coligação política formada por partidos regionais com o intuito de apoiar a candidatura de Nilo Peçanha à presidência da república na eleição presidencial do Brasil de 1922. A coligação foi formada com o intuito de lançar uma candidatura oposicionista à política do café com leite, vigente durante a república velha. Com membros advindos principalmente de estados que alegavam falta de representação política, a coalizão apoiou a chapa de Nilo Peçanha à presidência e de José Joaquim Seabra à vice-presidência.